# クラウディア・ニスタット
クラウディア・ニスタット（Claudia Nystad, 旧姓キュンツェル Künzel, 1978年2月1日 - ）はドイツ、ザクセン州Zschopau出身のクロスカントリースキー選手。結婚前はクラウディア・キュンツェルとして活動。

## プロフィール
1998年のノルディックスキージュニア世界選手権5kmで銀メダルを獲得、同年3月7日にラハティで行われた15kmのレースでクロスカントリースキー・ワールドカップにデビューし、58位となった。
2001年ノルディックスキー世界選手権では個人スプリント14位、15km17位、5km+5kmパシュート27位。2002年ソルトレークシティオリンピック15km26位、個人スプリント4位、リレーでは金メダル獲得に貢献した。
2003年ノルディックスキー世界選手権ではリレーで金メダル、個人スプリントで銀メダルを獲得、5km+5kmパシュート11位、30km19位となった。自国開催の2005年ノルディックスキー世界選手権では個人スプリント14位、7.5km+7.5kmパシュート10位、30km6位、リレーとチームスプリントで4位とメダルには届かなかった。 このシーズン、ワールドカップ総合では自己最高位となる5位になった。 
2005年6月27日、友人でUSAクロスカントリースキーチームコーチを務めていたノルウェー人のトロント・ニスタットと結婚した。
2006年トリノオリンピックではリレーと個人スプリントでいずれも銀メダルを獲得、30km6位入賞、10kmは17位、7.5km+7.5kmパシュート18位の成績を残した。
2007年ノルディックスキー世界選手権札幌大会ではリレーとチームスプリントで2個の銀メダルを獲得、10kmは15位、7.5km+7.5kmパシュート17位、30kmは26位だった。
2007年夏、ニスタットは2002年のオリンピックで獲得した金メダルを売却し、被虐待児童を救済支援する「ヘンゼルとグレーテル」財団へ寄付した。
2009年ノルディックスキー世界選手権ではリレーでまたしても銀メダル、個人スプリント18位、30kmは22位に終わった。
2010年バンクーバーオリンピックではチームスプリントで金メダル、リレーでは銀メダルを獲得、10kmでは16位となった。